# Mercators projektion
| Mercators projektion |
| --- |
| Världskarta enligt Mercators projektion, av praktiska skäl avklippt vid 85 graders latitud i norr och söder. Notera ytan hos Grönland, som i verkligheten är mindre än Arabiska halvön. - Betydelse – rätvinklig kartprojektion - Egenskaper – kurslinjer syns som räta linjer - Bakgrund – 1569, av Gerardus Mercator - Användning – sjökort, världskartor |

Mercator-projektion är en kartprojektion introducerad 1569, av den nederländske kartografen Gerardus Mercartor. Den är vanligt förekommande, exempelvis på världskartor och sjökort.

## Egenskaper
Den här projektionen är av cylindertyp och är vinkelriktig – det vill säga att den bevarar riktningar korrekt. Detta innebär att loxodromer (kurslinjer) på kartan markeras som räta linjer.
Metoden för projektionen kan beskrivas på följande sätt: Om en cylinder antas omsluta en sfär avbildas en punkt på sfären på cylinderytan (kartan) där sfärens förlängda radie (den radie som svarar mot punkten på sfären) skär cylinderytan. Mercators projektion är alltså en cylinderprojektion.
Nackdelen med Mercators projektion är att ytor avbildas på ett oriktigt sätt. Eftersom projektionen bygger på att en sfär "plattas ut" på en cylinder, kommer områdena närmast ekvatorn att samtidigt vara vinkelriktiga och ytriktiga jämfört med andra områden längs med ekvatorn. Men områden närmare de båda polerna kommer att avbildas allt mer förvrängt. Denna förvrängning tilltar successivt, så att nordpolen vid 90 graders latitud skulle kunna avbildas som lika bred som ekvatorn – trots att den är en punkt och inte en linje.

## Historia och användning
Projektionen introducerades 1569 av den nederländske kartografen Gerardus Mercator (1512–1594). Detta skedde i samband med publicerandet av hans stora världskarta, som genom sin vinkelräta projektion blev epokgörande inom navigationen.
Den främsta användningen för Mercators projektion är för sjökort. Det behövdes bara en kompass och en linjal för att styra in rätt riktning och sedan var man säkert på rätt väg. Den syns även i en del världskartor men är där mindre praktisk. Man utesluter då i regel latituderna närmast polerna, med sina förvrängda och starkt förstorade ytor. I Mercators projektion verkar exempelvis Grönland täcka en större yta än Sydamerika, när ön i verkligheten är mindre än Arabiska halvön.

### Sjökort
Eftersom en kompasskurs mellan två punkter på kartor av detta slag bildar en rät linje (loxodrom), används de ofta för sjökort. Det är dock inte kortaste vägen. Kortaste vägen är en storcirkel. Längdskalan är variabel och minskar med avståndet till polerna. En variant, Gauss-Krüger,  används i svenska nationella kartor med referenssystemet SWEREF 99. Den användes även med det äldre referenssystemet RT 90.